# Lundu

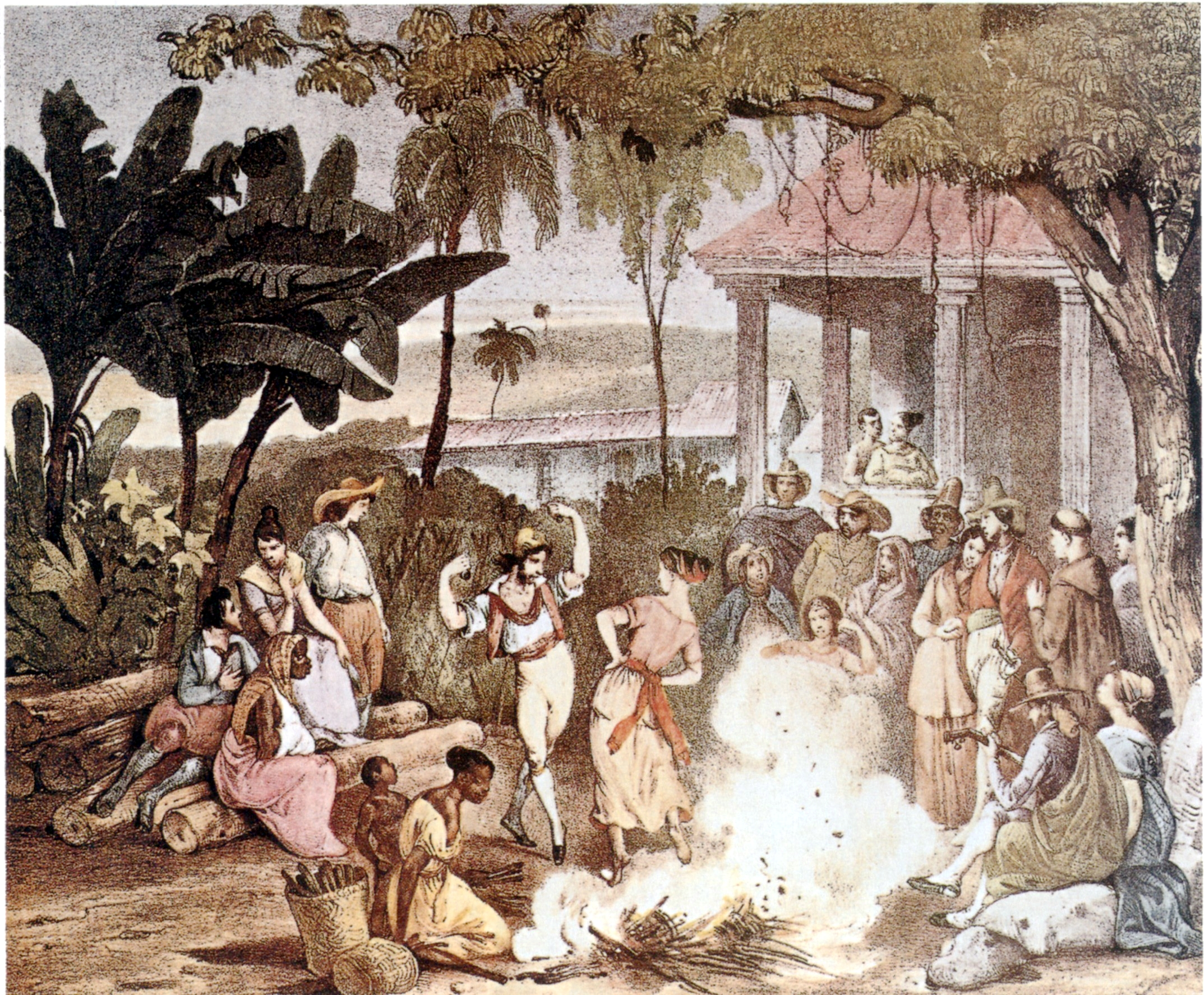
Brasileros bailando el género Lundú

El lundú es un género musical y danza brasileña, originada por los esclavos traídos de Angola. Llegó a ser considerada la danza nacional de Brasil.

## Historia
El lundú llegó a Brasil en el siglo XVIII con los negros de Angola por dos vías: pasando primero por Portugal (Brasil fue colonia portuguesa), o directamente desde Angola.
En Portugal se enriqueció con el uso de instrumentos de cuerda, pero fue prohibida allí por el carácter sensual de esta danza. En cambio, en Brasil mantuvo ese carácter jocoso y sensual. Al principio era una danza sin canto, evolucionando a fines del siglo XVIII hacia una forma de canción urbana, tanto en Brasil como en Portugal. Los versos eran, la mayor parte de las veces, humorísticos y lascivos. En esa época fue cuando se convirtió en una popular danza de salón.
Durante el siglo XIX, el lundu fue una forma musical dominante y el primer ritmo africano en ser aceptado por los blancos. En este siglo fue cuando surgieron los compositores más importantes del género, como Domingos Caldas Barbosa y Francisco Manuel da Silva. También en el siglo XIX fue cuando se adoptó la guitarra entre sus instrumentos.

### Influencias en otros géneros
El lundú fue desplazado por otros géneros a principios del siglos XX, pero dejó su legado, principalmente en lo que respecta al ritmo sincopado en el Maxixe y la Samba.
Algunas modalidades de lundu, como la "danza de ronda", todavía son practicadas en algunas regiones de Brasil, como Belém y Pará.

## Coreografía
- Primero los músicos inician el ritmo de Lundú. Las personas se acercan a la zona de baile, empezando el movimiento. Se emite una señal con la guitarra y la primera bailarina abre el espacio del centro, mientras se forma la ronda.
- Formada la ronda, ella permanece en el centro bailando hasta invitar a alguien que la sustituya.

La invitación se puede hacer con palmas hacia la otra persona, con un movimiento del pie o tocarle el hombro izquierdo y luego el derecho.
- La bailarina o bailarín invitado troca su lugar con la bailarina anterior. Y así continúan las sustituciones.

Los movimientos de esta danza son muy sensuales y a la vez relajados, haciendo una especie de zapateo.

## Características musicales
La música de lundú es rítmica y sincopada, debido a sus raíces africanas. Esto se refleja en el uso de los instrumentos de percusión para crear la base (marimba, pandero, etc). Es de compás binario y generalmente se encuentra en modo mayor debido a su carácter alegre.
Por otro lado la melodía y la armonía son de origen europeo.